# Puck Eliazer
Purcy Murvin Louis Puck Eliazer (Paramaribo, 16 juni 1933) is een Surinaams-Nederlands voormalig profvoetballer bij Fortuna '54 en WVV Wageningen.
Eliazer speelde in Paramaribo bij Het Plein en ging in juni 1957 naar Nederland. Hij kreeg een aanbod om naar Blauw Wit te gaan, maar dat mocht niet van zijn moeder. Toen een paar weken later Fortuna '54 uit Geleen zich meldde, was dat akkoord omdat Eliazer kon gaan studeren aan de Katholieke Universiteit Nijmegen. Samen met Humphrey Rudge en Eddy Green kwam hij vanuit Suriname bij Fortuna. Eliazer vestigde zich voor zijn studie in Nijmegen en het reizen naar Geleen bleek een flinke handicap. In 1958 werd hij verkocht aan WVV Wageningen wat veel beter te bereizen viel vanuit Nijmegen. In 1961 eindigde zijn voetballoopbaan en hij werd fysiotherapeut aan Dekkerswald. Eliazer ging bij SV Orion spelen waar hij nadien zeer lang actief was als vrijwilliger en lid van verdienste werd. Zijn zoon Murvin werd een nationaal kampioen judo.